# قائمة الجوائز والترشيحات التي تلقاها كريستوفر نولان
فيما يلي قائمة من الجوائز والترشيحات التي تلقاها صانع الأفلام كريستوفر نولان.

## منظمات

### جائزة الأوسكار
| السنة | الفئة             | العمل | النتيجة | المراجع |
| ----- | ----------------- | ----- | ------- | ------- |
| 2011  | أفضل سيناريو أصلي | تذكار | رُشِّح     | [ 1 ]   |
| 2010  | أفضل فيلم         | بداية | رُشِّح     | [ 2 ]   |
| 2010  | أفضل سيناريو أصلي | بداية | رُشِّح     | [ 2 ]   |

### جوائز الأكاديمية البريطانية للأفلام
| السنة | الفئة             | العمل | النتيجة | المراجع |
| ----- | ----------------- | ----- | ------- | ------- |
| 2010  | أفضل فيلم         | بداية | رُشِّح     | [ 3 ]   |
| 2010  | أفضل مخرج         | بداية | رُشِّح     | [ 4 ]   |
| 2010  | أفضل سيناريو أصلي | بداية | رُشِّح     | [ 5 ]   |

### جائزة الغولدن غلوب
| السنة | الفئة             | العمل | النتيجة |
| ----- | ----------------- | ----- | ------- |
| 2001  | أفضل سيناريو      | تذكار | رُشِّح     |
| 2010  | أفضل فيلم - دراما | بداية | رُشِّح     |
| 2010  | أفضل مخرج         | بداية | رُشِّح     |
| 2010  | أفضل سيناريو      | بداية | رُشِّح     |

### جائزة اختيار النقاد للأفلام
| السنة | الفئة             | العمل       | النتيجة | المراجع |
| ----- | ----------------- | ----------- | ------- | ------- |
| 2001  | أفضل سيناريو      | تذكار       | فوز     | [ 6 ]   |
| 2008  | أفضل مخرج         | فارس الظلام | رُشِّح     | [ 7 ]   |
| 2008  | أفضل فيلم حركة    | فارس الظلام | فوز     | [ 7 ]   |
| 2010  | أفضل مخرج         | بداية       | رُشِّح     | [ 8 ]   |
| 2010  | أفضل سيناريو أصلي | بداية       | رُشِّح     | [ 8 ]   |
| 2010  | أفضل فيلم حركة    | بداية       | فوز     | [ 8 ]   |

### جوائز الروح المستقلة
| السنة | الفئة        | العمل | النتيجة |
| ----- | ------------ | ----- | ------- |
| 2001  | أفضل فيلم    | تذكار | فوز     |
| 2001  | أفضل مخرج    | تذكار | فوز     |
| 2001  | أفضل سيناريو | تذكار | فوز     |

### جوائز معهد الفيلم الأمريكي
| السنة | الفئة          | العمل            | النتيجة | المراجع |
| ----- | -------------- | ---------------- | ------- | ------- |
| 2001  | سيناريست العام | تذكار            | فوز     | [ 9 ]   |
| 2008  | فيلم العام     | فارس الظلام      | فوز     | [ 10 ]  |
| 2010  | فيلم العام     | بداية            | فوز     | [ 11 ]  |
| 2012  | فيلم العام     | نهوض فارس الظلام | فوز     | [ 12 ]  |
| 2014  | فيلم العام     | بينجمي           | فوز     | [ 13 ]  |

### جائزة زحل
| السنة | الفئة                       | العمل            | النتيجة |
| ----- | --------------------------- | ---------------- | ------- |
| 2005  | أفضل فيلم خيالي             | بداية باتمان     | فوز     |
| 2005  | أفضل مخرج                   | بداية باتمان     | رُشِّح     |
| 2005  | أفضل كتابة                  | بداية باتمان     | فوز     |
| 2008  | أفضل فيلم حركة/مغامرة/إثارة | فارس الظلام      | فوز     |
| 2008  | أفضل مخرج                   | فارس الظلام      | رُشِّح     |
| 2008  | أفضل كتابة                  | فارس الظلام      | فوز     |
| 2010  | أفضل فيلم خيال علمي         | بداية            | فوز     |
| 2010  | أفضل مخرج                   | بداية            | فوز     |
| 2010  | أفضل كتابة                  | بداية            | فوز     |
| 2012  | أفضل فيلم حركة أو مغامرة    | نهوض فارس الظلام | رُشِّح     |
| 2012  | أفضل مخرج                   | نهوض فارس الظلام | رُشِّح     |
| 2014  | أفضل فيلم خيال علمي         | بينجمي           | فوز     |
| 2014  | أفضل مخرج                   | بينجمي           | رُشِّح     |
| 2014  | أفضل كتابة                  | بينجمي           | فوز     |

## جوائز النقابة

### نقابة المخرجين الأمريكية
| السنة | الفئة                                       | العمل       | النتيجة | المراجع |
| ----- | ------------------------------------------- | ----------- | ------- | ------- |
| 2001  | الإنجاز المتميز في إخراج الأفلام السينمائية | تذكار       | رُشِّح     | [ 14 ]  |
| 2008  | الإنجاز المتميز في إخراج الأفلام السينمائية | فارس الظلام | رُشِّح     | [ 15 ]  |
| 2010  | الإنجاز المتميز في إخراج الأفلام السينمائية | بداية       | رُشِّح     | [ 16 ]  |

### نقابة المنتجين الأمريكية
| السنة | الفئة             | العمل       | النتيجة |
| ----- | ----------------- | ----------- | ------- |
| 2008  | أفضل فيلم سينمائي | فارس الظلام | رُشِّح     |
| 2010  | أفضل فيلم سينمائي | بداية       | رُشِّح     |

### نقابة الكتاب الأمريكية
| السنة | الفئة              | العمل       | النتيجة |
| ----- | ------------------ | ----------- | ------- |
| 2008  | أفضل سيناريو مقتبس | فارس الظلام | رُشِّح     |
| 2010  | أفضل سيناريو أصلي  | بداية       | فوز     |

## مجموعة النقاد

### جوائز جمعية نقاد شيكاغو السينمائيين
| السنة | الفئة              | العمل       | النتيجة |
| ----- | ------------------ | ----------- | ------- |
| 2001  | أفضل سيناريو       | تذكار       | فوز     |
| 2001  | أكثر مخرج واعد     | تذكار       | رُشِّح     |
| 2008  | أفضل فيلم          | فارس الظلام | رُشِّح     |
| 2008  | أفضل مخرج          | فارس الظلام | رُشِّح     |
| 2008  | أفضل سيناريو مقتبس | فارس الظلام | رُشِّح     |
| 2010  | أفضل فيلم          | بداية       | رُشِّح     |
| 2010  | أفضل مخرج          | بداية       | رُشِّح     |
| 2010  | أفضل سيناريو أصلي  | بداية       | فوز     |

### جوائز جمعية نقاد دالاس فورت وورث السينمائيين
| السنة | الفئة           | العمل       | النتيجة |
| ----- | --------------- | ----------- | ------- |
| 2001  | جائزة راسل سميث | تذكار       | فوز     |
| 2008  | أفضل فيلم       | فارس الظلام | رُشِّح     |
| 2008  | أفضل مخرج       | فارس الظلام | رُشِّح     |
| 2010  | أفضل فيلم       | بداية       | رُشِّح     |
| 2010  | أفضل مخرج       | بداية       | رُشِّح     |
| 2010  | أفضل سيناريو    | بداية       | رُشِّح     |

### جوائز جمعية نقاد لوس أنجلوس السينمائيين
| السنة | الفئة        | العمل       | النتيجة |
| ----- | ------------ | ----------- | ------- |
| 2001  | أفضل سيناريو | تذكار       | فوز     |
| 2008  | أفضل فيلم    | فارس الظلام | رُشِّح     |
| 2008  | أفضل مخرج    | فارس الظلام | رُشِّح     |

### جوائز جمعية نقاد تورونتو السينمائيين
| السنة | الفئة        | العمل | النتيجة |
| ----- | ------------ | ----- | ------- |
| 2001  | أفضل فيلم    | تذكار | فوز     |
| 2001  | أفضل سيناريو | تذكار | فوز     |
| 2010  | أفضل مخرج    | بداية | رُشِّح     |

## مهرجانات الأفلام

### مهرجان صاندانس السينمائي
| السنة | الفئة                             | العمل | النتيجة |
| ----- | --------------------------------- | ----- | ------- |
| 2001  | جائزة لجنة التحكيم الكبرى - دراما | تذكار | رُشِّح     |
| 2001  | جائزة والدو سالت للكتابة          | تذكار | فوز     |